# 屈尔莱
屈尔莱（法語：Curley，法語發音：[kyʁlɛ]）是法国科多尔省的一个市镇，属于第戎区。

## 地理
屈尔莱（47°12'7"N, 4°54'20"E）面积5.75 平方千米，位于法国勃艮第-弗朗什-孔泰大區科多尔省，该省份为法国中东部省份，北起奥布省，西接涅夫勒省和约讷省，南至索恩-卢瓦尔省，东南接汝拉省，东临上索恩省，东北部与上马恩省接壤。
与屈尔莱接壤的市镇（或旧市镇、城区）包括：尚伯夫、勒勒韦尔日、尚博勒米西尼、热夫雷尚贝坦、莫雷圣但尼。

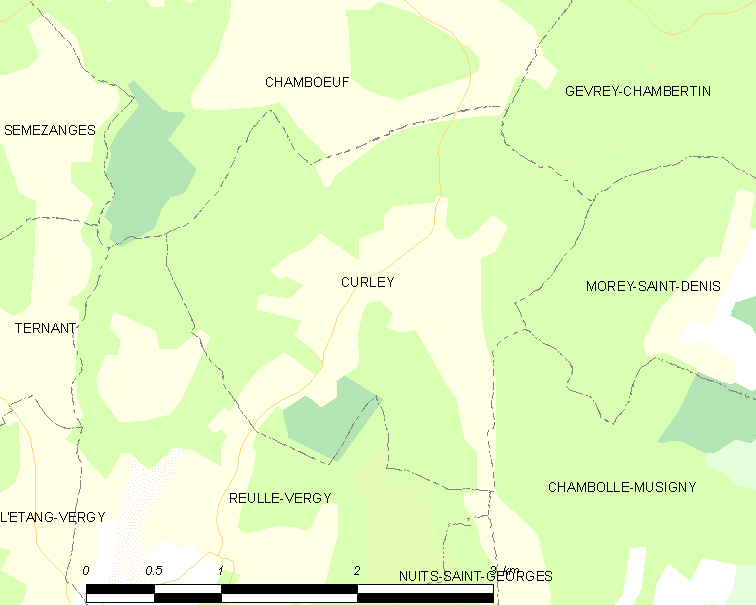
屈尔莱的OSM定位图

屈尔莱的时区为UTC+01:00、UTC+02:00（夏令时）。

## 行政
屈尔莱的邮政编码为21220，INSEE市镇编码为21217。

## 政治
屈尔莱所属的省级选区为隆维县。

## 人口

1962-2008年间屈尔莱人口变化图示

屈尔莱于2022年1月1日时的人口数量为139人。